# Henry Baden Pritchard
Henry Baden Pritchard (* 30. November 1841 in London; † 11. Mai 1884 in Blackheath) war ein englischer Chemiker, Fotograf und Schriftsteller.

## Leben
Henry Baden Pritchard war ein Sohn Andrew Pritchards. Er absolvierte ein Chemiestudium in Lausanne und Eisenach und erhielt schon im Alter von 20 Jahren eine Anstellung beim War Department. Dort hatte er sich um die fotografische Abteilung zu kümmern.
Pritchard machte sich mit seinen qualitativ hochwertigen Bildern schnell einen Namen in Fachkreisen. 1868 wurde er Mitglied der Royal Photographic Society, in der er rasch einflussreiche Positionen erreichte, und 1872 wurde er auch zum Mitglied der Chemical Society gewählt, in deren Organ viele seiner Texte veröffentlicht wurden. Ab 1880 war er Herausgeber der Photographic News. Seine dort publizierten Texte erschienen 1882 auch in Buchform unter dem Titel The Photographic Studios of Europe. Ab 1881 gab er auch das Year Book of Photography heraus. In zahlreichen wissenschaftlichen Zeitschriften erschienen Artikel Pritchards. Nebenbei schrieb er auch literarische Texte, unter anderem ein Bühnenstück.
Pritchard, der 1873 Mary Evans geheiratet hatte, starb an den Folgen einer Lungenentzündung.

## Pritchard und das erste Foto der Welt

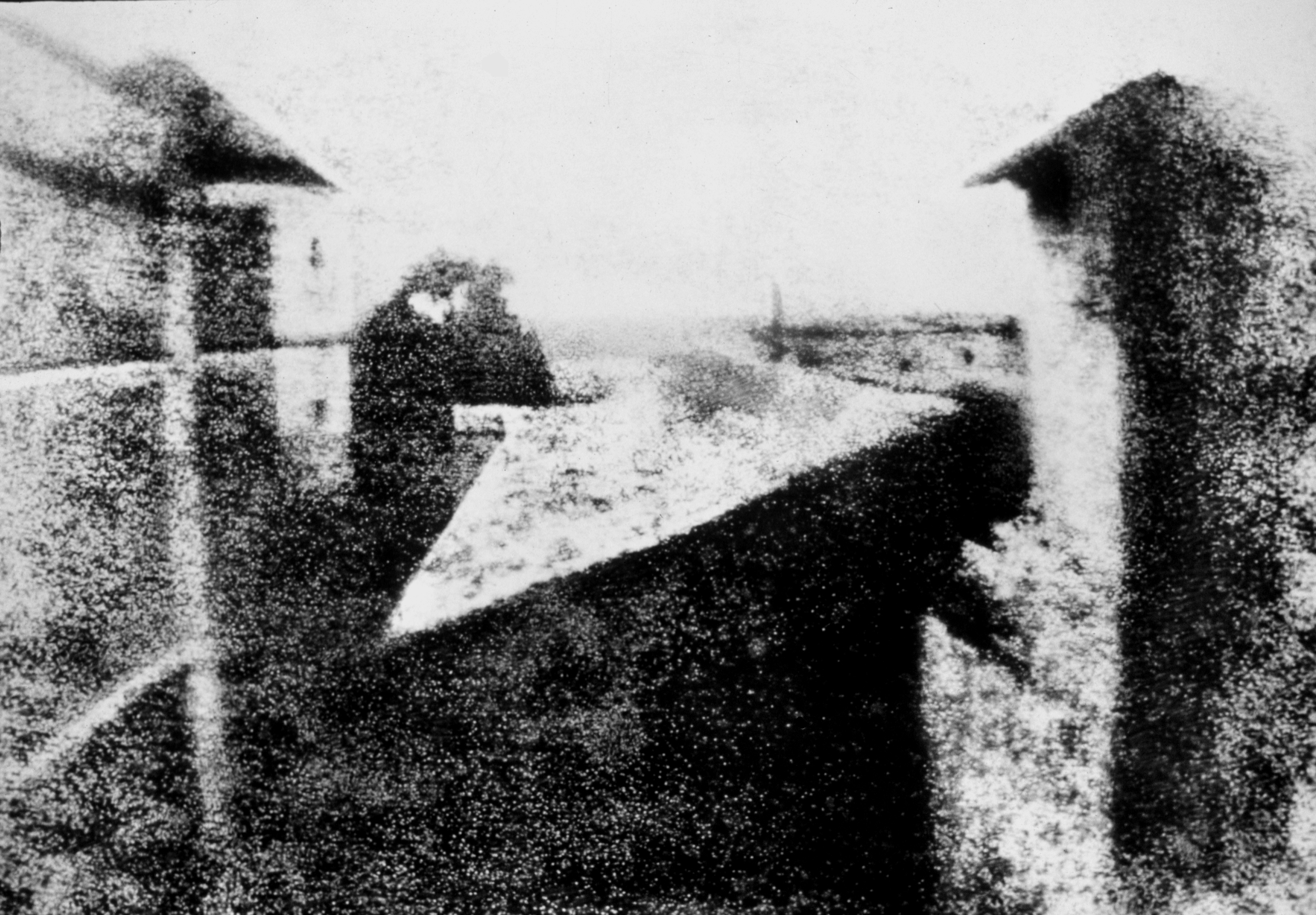
Retuschierte Version des Niépce-Bildes

Kurz vor seinem Tod hatte Pritchard die weltweit erste Fotografie, hergestellt von Joseph Nicéphore Niépce, erworben. Das Bild ging in den Besitz seiner Witwe über, die bis 1917 lebte. Nach deren Tod wurde es mit anderem Familienbesitz eingelagert und geriet in Vergessenheit. Erst 1950 meldete sich Pritchards Sohn bei Helmut Gernsheim, der auf der Suche nach Niépces Bild war, und bestätigte, dass das Stück im Besitz der Familie gewesen war. Seiner Erinnerung nach war es aber 1898 auf der internationalen Ausstellung der Royal Photographic Society gezeigt worden und anschließend nicht zurückgegeben worden. Erst als dieser Sohn Pritchards auch gestorben war, meldete sich dessen Witwe wieder bei Gernsheim und berichtete, dass das Bild sich doch noch in dem eingelagerten Nachlass gefunden hatte.

## Werke (Auswahl)
- A Peep in the Pyrenees (1867)
- Tramps in the Tyrol (1874)
- Dangerfield (1878)
- Old Charlton (1881)
- The Photographic Studios of Europe (1882) (Digitalisat)